# Рюс
Рюс (фр. Russ) — коммуна на северо-востоке Франции в регионе Гранд-Эст (бывший Эльзас — Шампань — Арденны — Лотарингия), департамент Нижний Рейн, округ Мольсем, кантон Мюциг. До марта 2015 года коммуна административно входила в состав упразднённого кантона Ширмек (округ Мольсем).
Площадь коммуны — 11,55 км², население — 1219 человек (2006) с тенденцией к росту: 1282 человека (2013), плотность населения — 111,0 чел/км².

## Население
Население коммуны в 2011 году составляло 1247 человек, в 2012 году — 1264 человека, а в 2013-м — 1282 человека.
| 1962 | 1968 | 1975 | 1982 | 1990 | 1999 | 2006 | 2008 | 2011 | 2012 | 2013 |
| ---- | ---- | ---- | ---- | ---- | ---- | ---- | ---- | ---- | ---- | ---- |
| 1036 | 1001 | 1015 | 1142 | 1113 | 1182 | 1219 | 1229 | 1247 | 1264 | 1282 |

Динамика населения:

## Экономика
В 2010 году из 807 человек трудоспособного возраста (от 15 до 64 лет) 599 были экономически активными, 208 — неактивными (показатель активности 74,2 %, в 1999 году — 71,6 %). Из 599 активных трудоспособных жителей работали 560 человек (316 мужчин и 244 женщины), 39 числились безработными (11 мужчин и 28 женщин). Среди 208 трудоспособных неактивных граждан 68 были учениками либо студентами, 77 — пенсионерами, а ещё 63 — были неактивны в силу других причин.

## Достопримечательности (фотогалерея)
- Здание мэрии